# Football League Two 2020-2021
La EFL League Two 2020-2021, conosciuta anche con il nome di Sky Bet League Two per motivi di sponsorizzazione, è stato il 63º campionato inglese di calcio di quarta divisione, nonché il 17º con la denominazione di League Two.
La stagione regolare ha avuto inizio il 12 settembre 2020 e si è conclusa l'8 maggio 2021, mentre i play off si sono svolti tra il 18 ed il 31 maggio 2021. Ad aggiudicarsi la vittoria è stato il Cheltenham Town, al primo successo nella competizione. Le altre tre promozioni in Football League One, sono state invece conseguite dal Cambridge United (2º classificato, che torna dopo venti anni nella categoria superiore), dal Bolton Wanderers (3º classificato) e dal Morecambe (che grazie alla vittoria nei play off, è riuscito a salire per la prima volta in terza divisione).
Capocannoniere del torneo è stato Paul Mullin (Cambridge United) con 31 reti.

## Stagione

### Novità
Al termine della stagione precedente salirono direttamente in Football League One: lo Swindon Town (al terzo successo nella competizione), il Crewe Alexandra ed il Plymouth Argyle, che al momento della sospensione del campionato, detenevano nell'ordine, le migliori tre medie punti della lega. Il Northampton Town, 7º classificato come media punti, riuscì, invece, a raggiungere la promozione attraverso i play-off. 
Il Macclesfield Town, che presentava la peggior media punti, scese in National League, mentre lo Stevenage, penultimo, evitò la retrocessione, grazie all'esclusione del Bury dalla English Football League.
Queste cinque squadre furono rimpiazzate dalle tre retrocesse dalla Football League One: Bolton Wanderers (reduce da due retrocessioni consecutive e relegato dopo trentatre anni nel quarto livello del calcio inglese), Southend United e Tranmere Rovers e dalle due promosse provenienti dalla National League: Barrow (ritornato in un campionato di quarta divisione dopo ben quarantanove anni) ed Harrogate Town (club al debutto nel calcio professionistico).

### Formula
Le prime tre classificate vengono promosse direttamente in Football League One, insieme alla vincente dei play off a cui partecipano le squadre giunte dal 4º al 7º posto. Mentre le ultime due classificate retrocedono in National League.

## Squadre partecipanti
| Squadra             | Città                    | Stadio                       | Stagione precedente                     |
| ------------------- | ------------------------ | ---------------------------- | --------------------------------------- |
| Barrow              | Barrow-in-Furness        | Holker Street                | 1º posto in National League, promosso   |
| Bolton Wanderers    | Bolton                   | University of Bolton Stadium | 23º posto in EFL League One, retrocesso |
| Bradford City       | Bradford                 | Valley Parade                | 9º posto in EFL League Two              |
| Cambridge United    | Cambridge                | Abbey Stadium                | 16º posto in EFL League Two             |
| Carlisle United     | Carlisle                 | Brunton Park                 | 18º posto in EFL League Two             |
| Cheltenham Town     | Cheltenham               | Whaddon Road                 | 4º posto in EFL League Two              |
| Colchester United   | Colchester               | Colchester Community Stadium | 6º posto in EFL League Two              |
| Crawley Town        | Crawley                  | Broadfield Stadium           | 13º posto in EFL League Two             |
| Exeter City         | Exeter                   | St James Park                | 5º posto in EFL League Two              |
| Forest Green Rovers | Nailsworth               | The New Lawn                 | 10º posto in EFL League Two             |
| Grimsby Town        | Grimsby                  | Blundell Park                | 15º posto in EFL League Two             |
| Harrogate Town      | Harrogate                | Wetherby Road                | 2º posto in National League, promosso   |
| Leyton Orient       | Londra (Leyton)          | Brisbane Road                | 17º posto in EFL League Two             |
| Mansfield Town      | Mansfield                | Field Mill                   | 21º posto in EFL League Two             |
| Morecambe           | Morecambe                | Globe Arena                  | 22º posto in EFL League Two             |
| Newport County      | Newport                  | Rodney Parade                | 14º posto in EFL League Two             |
| Oldham Athletic     | Oldham                   | Boundary Park                | 19º posto in EFL League Two             |
| Port Vale           | Stoke-on-Trent (Burslem) | Vale Park                    | 8º posto in EFL League Two              |
| Salford City        | Salford                  | Moor Lane                    | 11º posto in EFL League Two             |
| Scunthorpe United   | Scunthorpe               | Glanford Park                | 20º posto in EFL League Two             |
| Southend United     | Southend-on-Sea          | Roots Hall                   | 22º posto in EFL League One, retrocesso |
| Stevenage           | Stevenage                | Broadhall Way                | 23º posto in EFL League Two             |
| Tranmere Rovers     | Birkenhead               | Prenton Park                 | 21º posto in EFL League One, retrocesso |
| Walsall             | Walsall                  | Bescot Stadium               | 12º posto in EFL League Two             |

## Allenatori e primatisti
| Squadra         | Manager                                                             | Calciatore più presente (tra parentesi il numero delle presenze) | Cannoniere (tra parentesi il numero dei gol)  |
| --------------- | ------------------------------------------------------------------- | ---------------------------------------------------------------- | --------------------------------------------- |
| Barrow          | David Dunn (1ª-17ª) Michael Jolley (18ª-30ª) Rob Kelly (31ª-46ª)    | Joel Dixon (46)                                                  | Scott Quigley (14)                            |
| Bolton          | Ian Evatt                                                           | Ricardo Santos (46)                                              | Eoin Doyle (19)                               |
| Bradford City   | Stuart McCall (1ª-17ª) Mark Trueman e Conor Sellars (18ª-46ª)       | Elliot Watt, Connor Wood (46)                                    | Andy Cook (8)                                 |
| Cambridge Utd   | Mark Bonner                                                         | Kyle Knoyle, Paul Mullin, Greg Taylor (46)                       | Paul Mullin (31)                              |
| Carlisle Utd    | Chris Beech                                                         | Lewis Alessandra (45)                                            | Jonathan Mellish (11)                         |
| Cheltenham Town | Michael Duff                                                        | Ben Tozer (46)                                                   | Andy Williams, Alfie May (8)                  |
| Colchester Utd  | Steve Ball (1ª-31ª) Wayne Brown (32ª-38ª) Hayden Mullins (39ª-46ª)  | Tom Eastman, Thomas Jefferson Smith (45)                         | Callum Harriott (9)                           |
| Crawley Town    | John Yems                                                           | Jake Hessenthaler (45)                                           | Max Watters (13)                              |
| Exeter City     | Matt Taylor                                                         | Archie Collins (46)                                              | Matt Jay (18)                                 |
| Forest Green    | Mark Cooper (1ª-41ª) Jimmy Ball (42ª-46ª)                           | Aaron Collins, Udoka Godwin-Malife (44)                          | Jamille Matt (16)                             |
| Grimsby Town    | Ian Holloway (1ª-19ª) Paul Hurst (20ª-46ª)                          | Luke Hendrie (38)                                                | Lenell Nicholas John-Lewis (4)                |
| Harrogate Town  | Simon Weaver                                                        | George Thomson (46)                                              | Jack Muldoon (15)                             |
| Leyton Orient   | Ross Embleton (1ª-32ª) Jobi McAnuff (33ª-46ª)                       | Lawrence Vigouroux (46)                                          | Danny Johnson (17)                            |
| Mansfield Town  | Graham Coughlan (1ª-9ª) Nigel Clough (10ª-46ª)                      | Jordan Bowery, Harry Charsley, Farrend Rawson (43)               | Jordan Bowery (10)                            |
| Morecambe       | Derek Adams                                                         | Sam Lavelle (45)                                                 | Carlos Mendes Gomes (15)                      |
| Newport County  | Michael Flynn                                                       | Mickey Demetriou (45)                                            | Pádraig Amond, Matthew Dolan, Scott Twine (6) |
| Oldham Athletic | Harry Kewell (1ª-34ª) Keith Curle (35ª-46ª)                         | Davis Keillor-Dunn (41)                                          | Conor McAleny (17)                            |
| Port Vale       | John Askey (1ª-22ª) Darrell Clarke (23ª-46ª)                        | Scott Brown (46)                                                 | Devante Rodney (11)                           |
| Salford City    | Kenny Jackett (1ª-5ª) Richie Wellens (6ª-37ª) Gary Bowyer (38ª-46ª) | Ian Henderson, Vaclav Hladky (46)                                | Ian Henderson (20)                            |
| Scunthorpe Utd  | Neil Cox                                                            | Alex Gilliead (44)                                               | Abobaker Eisa (9)                             |
| Southend Utd    | Mark Molesley (1ª-40ª) Phil Brown (41ª-46ª)                         | Shaun Hobson (44)                                                | Tom Clifford, Timothee Dieng (3)              |
| Stevenage       | Alex Revell                                                         | Elliott List (44)                                                | Elliott List (9)                              |
| Tranmere        | Mike Jackson (1ª-10ª) Keith Hill (11ª-46ª)                          | Peter Clarke (46)                                                | James Vaughan (18)                            |
| Walsall         | Darrell Clarke (1ª-28ª) Brian Dutton (29ª-46ª)                      | Liam Kinsella (43)                                               | Elijah Adebayo (10)                           |

## Classifica finale
|  | Pos. | Squadra         | Pt | G  | V  | N  | P  | GF | GS | DR  |
|  | ---- | --------------- | -- | -- | -- | -- | -- | -- | -- | --- |
|  | 1.   | Cheltenham Town | 82 | 46 | 24 | 10 | 12 | 61 | 39 | +22 |
|  | 2.   | Cambridge Utd   | 80 | 46 | 24 | 8  | 14 | 73 | 49 | +23 |
|  | 3.   | Bolton          | 79 | 46 | 23 | 10 | 13 | 59 | 50 | +9  |
|  | 4.   | Morecambe       | 78 | 46 | 23 | 9  | 14 | 69 | 58 | +11 |
|  | 5.   | Newport County  | 73 | 46 | 20 | 13 | 13 | 57 | 42 | +15 |
|  | 6.   | Forest Green    | 73 | 46 | 20 | 13 | 13 | 59 | 51 | +8  |
|  | 7.   | Tranmere        | 73 | 46 | 20 | 13 | 12 | 55 | 50 | +5  |
|  | 8.   | Salford City    | 71 | 46 | 19 | 14 | 13 | 54 | 34 | +20 |
|  | 9.   | Exeter City     | 70 | 46 | 18 | 16 | 12 | 71 | 50 | +21 |
|  | 10.  | Carlisle Utd    | 66 | 46 | 18 | 12 | 16 | 60 | 51 | +9  |
|  | 11.  | Leyton Orient   | 61 | 46 | 17 | 10 | 19 | 53 | 55 | -2  |
|  | 12.  | Crawley Town    | 61 | 46 | 16 | 13 | 17 | 56 | 62 | -6  |
|  | 13.  | Port Vale       | 60 | 46 | 17 | 9  | 20 | 57 | 57 | 0   |
|  | 14.  | Stevenage       | 60 | 46 | 14 | 18 | 14 | 41 | 41 | 0   |
|  | 15.  | Bradford City   | 59 | 46 | 16 | 11 | 19 | 48 | 53 | -5  |
|  | 16.  | Mansfield Town  | 58 | 46 | 13 | 19 | 14 | 57 | 55 | +2  |
|  | 17.  | Harrogate Town  | 57 | 46 | 16 | 9  | 21 | 52 | 61 | -9  |
|  | 18.  | Oldham Athletic | 54 | 46 | 15 | 9  | 22 | 72 | 81 | -9  |
|  | 19.  | Walsall         | 53 | 46 | 11 | 20 | 15 | 45 | 53 | -8  |
|  | 20.  | Colchester Utd  | 51 | 46 | 11 | 18 | 17 | 44 | 61 | -17 |
|  | 21.  | Barrow          | 50 | 46 | 13 | 11 | 22 | 53 | 59 | -6  |
|  | 22.  | Scunthorpe Utd  | 48 | 46 | 13 | 9  | 24 | 41 | 64 | -23 |
|  | 23.  | Southend Utd    | 45 | 46 | 10 | 15 | 21 | 29 | 58 | -28 |
|  | 24.  | Grimsby Town    | 43 | 46 | 10 | 13 | 23 | 37 | 69 | -32 |

Legenda:
      Promosso in EFL League One 2021-2022.
  Ammesso ai play-off.
      Retrocesso in National League 2021-2022.
Regolamento:
Tre punti a vittoria, uno a pareggio, zero a sconfitta.
In caso di arrivo di due o più squadre a pari punti, la graduatoria verrà stilata secondo i seguenti criteri:
- differenza reti
- maggior numero di gol segnati
- classifica avulsa
- maggior numero di vittorie
- maggior numero di gol segnati in trasferta
- fair play
- spareggio

## Spareggi

### Play-off

#### Tabellone
|  | Semifinali | Semifinali     | Semifinali | Semifinali | Semifinali |  |  | Finale | Finale          | Finale |  |
|  |            |                |            |            |            |  |  |        |                 |        |  |
|  | 7          | Tranmere       | 1          | 1          | 2          |  |  |        |                 |        |  |
|  | 4          | Morecambe      | 2          | 1          | 3          |  |  | 4      | Morecambe (dts) | 1      |  |
|  | 5          | Newport County | 2          | 3          | 5          |  |  | 5      | Newport County  | 0      |  |
|  | 6          | Forest Green   | 0          | 4          | 4          |  |  |        |                 |        |  |

#### Semifinali

##### Andata
| Arbitro: | Charles Breakspear |

|                       |           |  |
| Dolan 31’ Collins 56’ | Marcatori |  |

| Arbitro: | Darren Drysdale |

|            |           |                                   |
| Clarke 19’ | Marcatori | 15’ Knight-Percival 45’ McAlinden |

##### Ritorno
| Arbitro: | Thomas Bramall |

|           |           |             |
| Wildig 9’ | Marcatori | 53’ Vaughan |

| Arbitro: | Martin Coy |

|                                         |           |                                      |
| Adams 7’ Collins 8’ Cadden 53’ Matt 87’ | Marcatori | 70’ Ellison 76’ Labadie 119’ Maynard |

#### Finale
| Arbitro: | Bobby Madley |

|                   |           |  |
| Gomes 107’ (rig.) | Marcatori |  |

## Statistiche

### Squadre

#### Primati stagionali
- Maggior numero di vittorie: Cambridge United, Cheltenham Town (24)
- Minor numero di vittorie: Grimsby Town, Southend United (10)
- Maggior numero di pareggi: Walsall (20)
- Minor numero di pareggi: Cambridge United (8)
- Maggior numero di sconfitte: Scunthorpe United (24)
- Minor numero di sconfitte: Cheltenham Town, Exeter City e Tranmere Rovers (12)
- Miglior attacco: Cambridge United (73 gol fatti)
- Peggior attacco: Southend United (29 gol fatti)
- Miglior difesa: Salford City (34 gol subiti)
- Peggior difesa: Oldham Athletic (81 gol subiti)
- Miglior differenza reti: Cambridge United (+23)
- Peggior differenza reti: Grimsby Town (-32)

### Individuali

#### Classifica marcatori
| Gol | Rigori |  | Giocatore           | Squadra             |
| --- | ------ |  | ------------------- | ------------------- |
| 31  | 8      |  | Paul Mullin         | Cambridge United    |
| 20  | 2      |  | Ian Henderson       | Salford City        |
| 19  | 3      |  | Eoin Doyle          | Bolton Wanderers    |
| 18  | 4      |  | Matt Jay            | Exeter City         |
| 18  | 5      |  | James Vaughan       | Tranmere Rovers     |
| 17  |        |  | Danny Johnson       | Leyton Orient       |
| 17  | 3      |  | Conor McAleny       | Oldham              |
| 16  | 3      |  | Jamille Matt        | Forest Green Rovers |
| 15  |        |  | Carlos Mendes Gomes | Morecambe           |
| 15  |        |  | Jack Muldoon        | Harrogate Town      |
| 14  |        |  | Ryan Bowman         | Exeter City         |
| 14  | 2      |  | Joe Ironside        | Cambridge United    |
| 14  | 5      |  | Scott Quigley       | Barrow              |